# Omar Ayuso

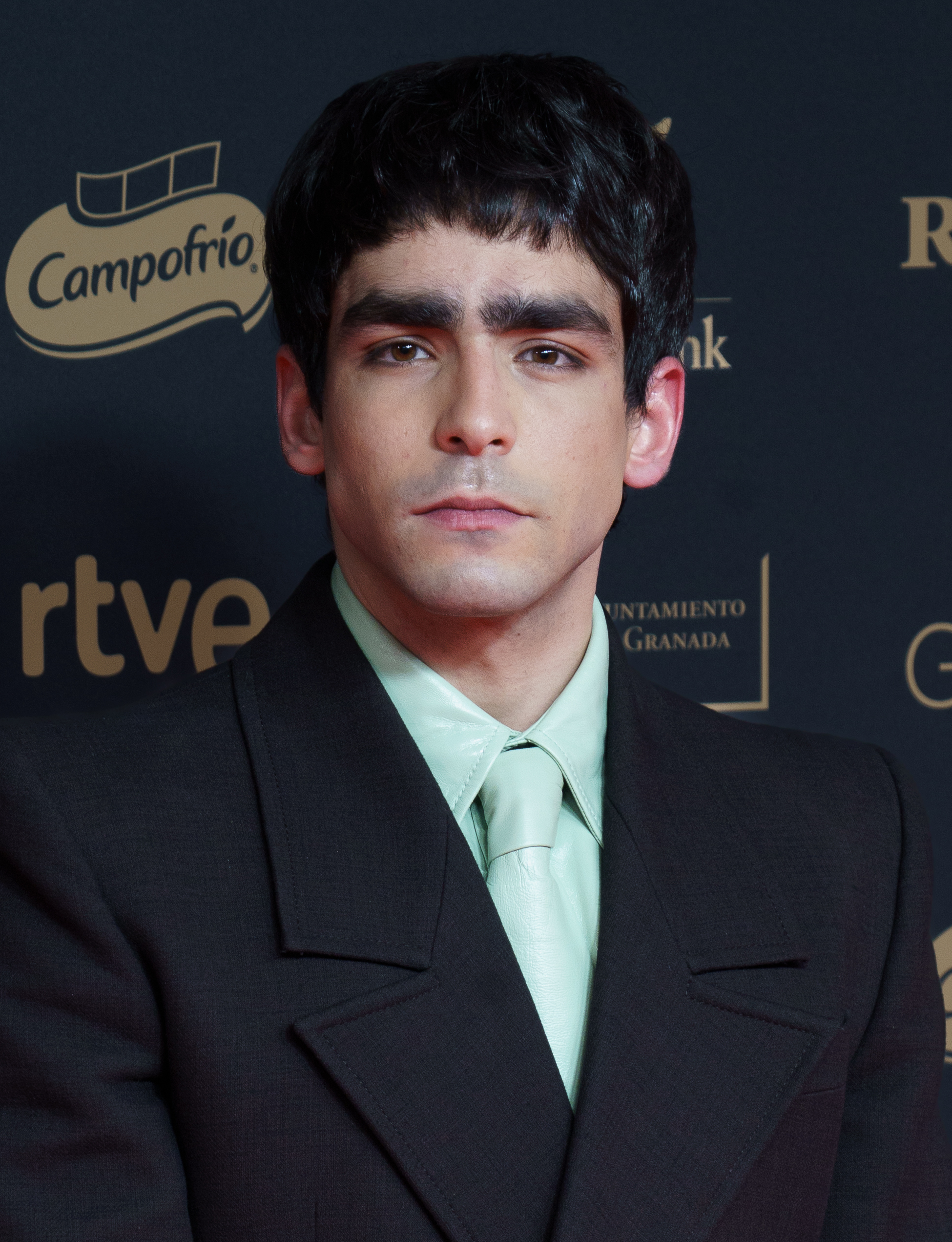
Omar Ayuso, 2025

Omar Ayuso (* 26. März 1998 in Madrid) ist ein spanischer Schauspieler, Filmregisseur und Model, der für seine Rolle in der Netflixserie Élite bekannt ist.

## Leben und Karriere
Ayuso wuchs in Manzanares el Real auf. Der Film La mala educación – Schlechte Erziehung inspirierte ihn dazu Schauspieler zu werden und in der Filmbranche zu arbeiten. Ayuso absolvierte ein medientechnologisches Studium an der Universität Carlos III in Madrid und lebt inzwischen auch in Madrid.
Von 2018 bis 2024 war Ayuso einer der Hauptdarsteller der spanischen Netflix-Serie Élite und spielt den muslimischen und schwulen Omar Shanaa.
2019 hatte er Rollen in mehreren Kurzfilmen, Anfang 2020 spielt er in einem Musikvideo von Rosalía mit.

## Filmografie (Auswahl)
- 2018: El Continental (Fernsehserie, 1.07)
- 2018–2024: Élite (Fernsehserie, 58 Episoden)
- 2024: Les paradis de Diane
- 2025: Mariliendre